# Покушај атентата на Зорана Ђинђића код Београдске арене 2003.
Дана 21. фебруара 2003. је на тадашњег председника Владе Србије Зорана Ђинђића и његову колону покушан неуспешан атентат, када је према службеним записима камион са аустријским регистарским таблицама нагло скренуо у леву претицајну траку с намером да се закуца у Ђинђићево возило. Возач Ђинђићевог аутомобила Александар Бијелић је неколико стотина метара раније, најпре смањио брзину на око 100 , а затим и нагло закочио и обишао камион с десне стране, те наставио према аеродрому.

## Ток покушаја атентата
Дана 21. фебруара 2003, Ђинђић је требало да отпутује у званичну посету у Бању Луку. Колону возила која су се кретала ауто-путем Београд – Загреб ка аеродрому чинила су три аутомобила обележена ротационим светлима и сиреном, а Ђинђић је био у предњем возилу. Кретали су се брзином од око 130 km/h када је, око 9:15, код Београдске арене, један камион из зауставне траке нагло скренуо у леву, претицајну траку у којој се колона кретала. Возач Ђинђићевог аутомобила је, неколико стотина метара раније, најпре смањио брзину на око 100 , а затим и нагло закочио и обишао камион с десне стране, те наставио према аеродрому.
Возач камиона „мерцедес“ који није био регистрован био је Дејан Миленковић Багзи, припадник Земунског клана чија је намера била да уз други камион заустави колону, док су се у близини налазили завереници с намером да минобацачем „зољом“ убију премијера. Међутим, пошто је други камион каснио, Миленковић се камионом покушао закуцати у премијерово возило. Миленковић је тада приведен само због фалсификовања исправа, и одређен му је осмодневни притвор, али је пуштен након само четири дана, уз образложење да је он трговачки путник и да мора да издржава породицу.

## Каснији догађаји
Ђинђић је касније наставио пут за Бањалуку, где је напослетку дао и свој последњи интервју новинару Драшку Игњатићу.
Након нешто више од две недеље је на њега 12. марта извршен успешан атентат.

## У серијама и филмовима
ТВ серија Сабља почиње драматизацијом овог покушаја атентата.